# Pachycephala monacha
Sibilante-monge ou assobiadeira-de-cabeça-preta (Pachycephala monacha) é uma espécie de ave da família Pachycephalidae.
Pode ser encontrada nos seguintes países: Indonésia e Papua-Nova Guiné.
Os seus habitats naturais são: florestas subtropicais ou tropicais húmidas de baixa altitude.